# 乾舷

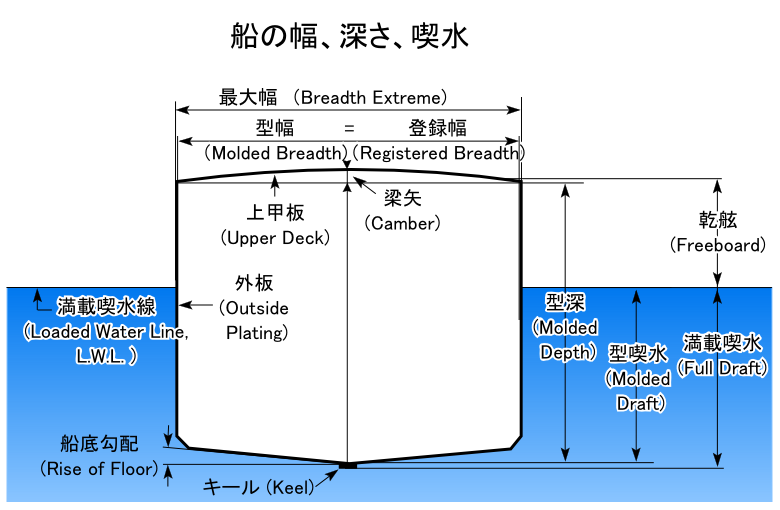
乾舷など船の各部距離の名称

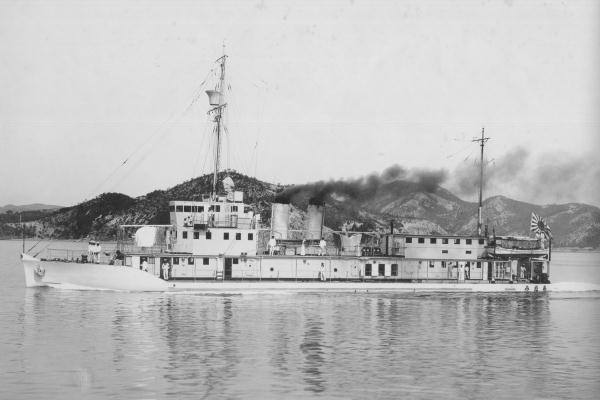
日本海軍の砲艦「熱海」。河川用に設計されたため、乾舷が小さい。

乾舷（かんげん）またはフリーボード（英: freeboard）は、船舶において水面から上甲板までの距離を言う。
乾舷が小さいと船の上まで波が届きやすくなり、甲板上での人の行動が困難になったり、船上開口部からの浸水により沈没する危険が高まったりするため、船の航洋能力と関わりが深い要素である。外洋で活動する船は乾舷が大きい。一方で、波が無く穏やかな内水域で使用する船の場合、乾舷は小さくても問題が無い。むしろ内水域は水深が浅く喫水が浅い船体となることから、転覆の危険を生じるトップヘビーを避けるため、乾舷を小さく設計する。
乾舷が大きいということは、予備浮力が大きく多少の浸水では沈没しないということも意味する。適正な予備浮力を確保して船の安全な運行を行うため、十分な乾舷が維持できる位置に満載喫水線が規定され、それを超えて船体が沈みこむほど乗客や積荷を載せることは制限される。
船体の中央部の乾舷は小さな値としつつ、波を切る船首部分や船尾部分だけ甲板を高い位置にすることで、航洋性能を向上させる船体設計の手法がある。船首部の甲板に段差を付けて一段高くした船首楼や、甲板を反り上がらせたシアー（舷弧）を施すといった方法が見られる。